# لي سانغ-يون
لي سانغ-يون هو ممثل كوري جنوبي ولد في 15 أغسطس 1981. اشتهر بأدوار البطولة في مسلسلات مثل ابنتي سيو يونغ (2012)، عيون الملاك (2014)، لعبة الكذب (2014)، في الطريق إلى المطار (2016)، همسة (2017)، حان الوقت (2018)، كبار الشخصيات (2019)، امرأة واحدة (2021) باندورا: أسفل الجنة (2023).

## روابط خارجية
- لي سانغ-يون على موقع IMDb (الإنجليزية)
- لي سانغ-يون على موقع قاعدة بيانات الفيلم (الإنجليزية)